# Michaił Odiniec
Michaił Dmitrijewicz Odiniec, ros. Михаил Дмитриевич Одинец (ur. 12 grudnia 1913 roku w Petersburgu, zm. 12 sierpnia 2005 roku w Chaville) – emigracyjny działacz rosyjski, inżynier, publicysta.
W 1920 roku jego rodzina wyjechała z Rosji do Polski. Uczył się we francuskim liceum w Warszawie. W 1927 roku przybył do Francji, gdzie zamieszkał w Chaville pod Paryżem. Od 1935 roku działał w Narodowym Związku Nowego Pokolenia (NTS). W 1937 roku ukończył wyższą szkołę aeronautyki. Od końca lat 30. był członkiem Związku Rosyjskich Inżynierów Dyplomowanych we Francji. Zaangażował się w Ruch Młodorosjan. W 1938 roku wstąpił do Narodowej Organizacji Skautów Rosyjskich (NORS). Następnie ochotniczo wstąpił do armii francuskiej. Ukończył szkołę oficerską w Saint-Mexant. Służył w stopniu porucznika w jednym z pułków piechoty. Uczestniczył w kampanii francuskiej w 1940 roku Podczas walk został ranny. W 1942 roku z ramienia NTS został skierowany do Berlina. W 1944 roku aresztowało go Gestapo, po czym trafił do obozu koncentracyjnego Sachsenhausen. Po wyzwoleniu przez wojska alianckie powrócił do Francji. Pracował w ministerstwie transportu powietrznego jako dyrektor służby informacji i dokumentacji naukowo-technicznej. W latach 50. stanął na czele Oddziału NORS we Francji. W 1960 roku otrzymał tytuł instruktora skautowskiego (skautmastera). Ponadto organizował w Paryżu uroczystości 50-lecia organizacji skautów rosyjskich. Pisał artykuły do pism „Sowietskij patriot” i „Russkaja mysl”.